# 巴克罗曼德府邸
巴克罗曼德府邸（Hôtel Bacot de Romand）是法国图尔的一座历史建筑，建于17-18世纪，1946年6月27日列为法国历史古迹。